# Colt M1892
M1892 Colt Army & Navy був першим револьвером подвійної дії з відкидним барабаном для армії США.

## Загальний огляд
У 1892 револьвер було розроблено для армії під набій калібру .38 Long Colt, який отримав назву New Army та Navy. Початковий досвід використання револьвера показав, що необхідно внести зміни у конструкцію. Тому постійно випускалися новій моделі 1892, 1894, 1895, 1896, 1901 та 1903, а також модель 1905 Marine Corps.

## Характерні риси
Барабан револьвера обертався проти годинникової стрілки, його можна було відкрити і перезарядити простим зсуванням засувки барабану, яка була розташована на лівій частині рамки за барабаном. Нею можна було керувати великим пальцем правої руки. Порожні гільзи можна екстрактувати простим натисканням на екстрактор. Після чого барабан можна швидко зарядити і повернути легким рухом на місце.

## Приціли
Приціли були простими - округла мушка і виріз на верхній планці. Усі військові револьвери були сині, у той час як цивільні моделі могли бути нікельовані або з іншими спеціальними обробками і прикрасами.

## Історія використання
Обертання барабана револьвера M1892 проти годинникової стрілки і слабкий замок барабана викликали часто випадання барабана.  У 1908 Кольт покращив зміцнив замок і змінив напрям обертання барабана за годинниковою стрілкою.
Револьвер Model 1892 піднятий з броненосного крейсер Мен який вибухнув у гавані Гавани у 1898. Його подарували помічнику заступника міністра ВМФ Теодору Рузвельту, який пізніше став президентом США. Рузвельт використовував цей револьвер щоб зібрати своїх Rough Riders під час відомої атаки на схил Сан-Хуан 1 липня 1898. Револьвер було виставлено у Сагамор Гілл звідки його вкрали у 1963, його повернули і знову вкрали у 1990. У 2006 його знайшли і знову повернули до Сагамор Гілл 14 червня 2006.
Цей револьвер було визнано непоганим для свого часу, але військові скаржилися на спорядження барабана набоями. Починаючи з 1899 почали надходити бойові звіти про використання револьвера у  Філіппінській кампанії про низку продуктивність набою .38-го .Основні скарги були на невелику зупиняючу дію кулі. Через ці скарги армія США спішно замовила револьвери .45 калібру і саме це зіграло основну роль у прийнятті рішення про заміну револьвера M1892 на револьвер калібр .45 Colt M1909 New Service у 1909.
Флот почали поспіхом забезпечувати зброєю після вступу США у Першу світову війну, надлишкові запаси цих Кольтів було перевірено, відремонтовано за потреби і передано офіцерам флоту як основну табельну зброю.

## Модифікації і варіанти
За час служби револьвер M1892 модифікувався кілька разів, в тому числі замок барабан, на додачу (у 1894) спусковий гачок та замок ударника, різні маркування стволів, додано кільце для шнурка, а також для покращення точності було зменшено діаметр ствола.

## Заходи безпеки
У револьверах Colt New Army можна використовувати набої .38 Special та .357 Magnum, через прямі стінки барабана, але цього не можна робити через високі рівні тиску. Тиск у тричі перевищує розрахований тиск револьверів New Army.